# Adolf Berger (Rechtswissenschaftler)
Adolf Berger (* 1. März 1882 in Lemberg, Österreich-Ungarn; † 8. April 1962 in New York) war ein austroamerikanischer Rechtswissenschaftler und Spezialist für Römisches Recht.

## Leben
Adolf Berger wuchs in Lemberg auf, das damals zum Kaiser- und Königreich Österreich-Ungarn gehörte und polnisch geprägt war. Seine Herkunft bedingt auch seine Verbindung zur polnischen Kultur, die er durch sein wechselhaftes Leben hindurch pflegte und vertiefte.
Berger studierte Rechtswissenschaft an der Universität Lemberg. Da er das Examen (wie schon die Reifeprüfung) mit Bestnoten und Auszeichnung bestand, wurde ihm anlässlich seiner Promotion (1907) die besondere Ehre der Promotio sub auspiciis imperatoris zuteil. Ausgestattet mit einem Stipendium des österreichischen Unterrichtsministeriums vertiefte er seine Studien von 1908 bis 1909 an der Universität Berlin, wo ihn die Professoren Bernhard Kübler und Paul M. Meyer mit den Methoden der Textkritik und der Papyrologie vertraut machten.
Nach seiner Rückkehr nach Lemberg veröffentlichte Berger in rascher Folge seine ersten juristischen Publikationen in deutscher, lateinischer und polnischer Sprache. Die Universitätslaufbahn nahm er zunächst nicht in Angriff. Von 1914 bis Mai 1915 wirkte er als libero docente an der Universität Rom. Der Kriegseintritt Italiens 1915 unterbrach seine wissenschaftliche Laufbahn: Berger wurde nach Österreich-Ungarn ausgewiesen und in die Wirren des Ersten Weltkriegs einbezogen. Von 1917 bis 1918 diente er im österreichischen Heer. Nach Kriegsende gehörte er der österreichischen Waffenstillstandskommission an.
In der Republik Österreich nahm Berger seine wissenschaftliche Arbeit wieder auf. Die Universitätslaufbahn schlug er nicht ein, sondern ging in den diplomatischen Bereich. Von 1919 bis 1938 arbeitete er als Sekretär und Rechtsberater der polnischen Gesandtschaft in Wien.
Der „Anschluss Österreichs“ an das nationalsozialistische Deutschland im Frühjahr 1938 bedeutete einen tiefen Einschnitt in Bergers Leben. Gemeinsam mit seiner Frau Malva geb. Sereny emigrierte er nach Frankreich. Obwohl er seine umfangreiche Privatbibliothek verloren hatte und ohne Verdienst war, konnte er seine wissenschaftliche Arbeit in eingeschränktem Rahmen fortsetzen. Nach drei unsteten Jahren in Frankreich, die er in Paris, Toulouse und Nizza verbrachte, gelangte er im Februar 1942 nach New York City.
In New York verbrachte Berger die letzten zwei Jahrzehnte seines Lebens. An der von französischen Exilanten gegründeten École Libre des Hautes Études (French University of New York) lehrte er ab September 1942 Römisches Recht. Im selben Jahr wurde er auch Gründungsmitglied des Polish Institute of Arts and Sciences of America. Das Jahr 1948 verbrachte Berger auf Einladung der Harvard University an der Dumbarton Oaks Research Library, wo er sich mit byzantinischen Rechtsquellen beschäftigte. Neben seinem Lehramt an der École Libre des Hautes Études war Berger ab 1952 Gastprofessor am City College of New York. 1954 wählte ihn die Accademia dei Lincei zum korrespondierenden Mitglied.

## Schriften (Auswahl)
- Zur Entwicklungsgeschichte der Teilungsklagen im klassischen römischen Recht. Weimar 1912.
- Adolf Berger: Encyclopedic Dictionary of Roman Law. American Philosophical Society, 1953 (archive.org).